# Josep Riba i Ortínez
Josep Riba i Ortínez (Igualada, 30 de març de 1908 – Barcelona 21 de juny de 1998) fou un empresari català del sector cotoner, que va ocupar importants càrrecs en les organitzacions empresarials catalanes i de l'Estat.

## Trajectòria[1]
En la seva etapa d'empresari va ser el patró de Hijos de José Ortínez, S.A., una empresa familiar d'Igualada extingida al compàs de les primeres reconversions que van afectar dramàticament la conca tèxtil de l'Anoia.Després de la Guerra Civil va formar part de la Junta de Govern del Consorcio de Industriales Textiles Algodoneros (CITA) i després del Servicio Comercial de la Industria Textil Algodonera SECEA, des de la seva fundació el 1954. L'any 1961 en va ser elegit president i coincidirà amb el seu cosí germà de Manuel Ortínez i Mur, que en serà director. Simultaniejà el càrrec amb el de president del Sindicato Nacional Textil.
El 1962 s'incorpora a la Cambra Oficial d'Indústria de Barcelona durant la presidència d'Andreu Ribera Rovira. Participarà de forma destacada en el procés d'unificació amb la Cambra de Comerç i Navegació l'any 1967.
El 1968 s'incorpora a la Junta de Foment del Treball amb altres dirigents de la cambra amb l'objectiu de revitalitzar-lo. En serà vicepresident i després president interí, el 1972 a la mort del seu president Miquel Mateu i Pla. El 1969 va ser nomenat pel Govern de l'Estat president del patronat de l'Escola d'Enginyers Industrials de Terrassa A finals del setanta va involucrar a cotoners com Valls o Serra, a metal·lúrgics com Riviere o Roviralta, o a químics com Ferrer Salat i Bultó per impulsar la Fira de Mostres de Barcelona de la qual serà president. També de la Cambra Oficial de Comerç, Indústria i Navegació de Barcelona, i es rodejà de joves economistes com Francesc Sanuy Gistau. Fou derrotat a les eleccions de la Cambra per Josep Maria Figueras l'any 1979.

## Altres ambits
En la faceta social i associativa va prendre part en la regeneració d'alguns fòrums civils, com el Cercle del Liceu, i fins va assumir el paper d'estrateg a la Junta del FC Barcelona a l'ombra d'Agustí Montal, Raimon Carrasco i Azemar i Armand Carabén. Va ser també president de la junta del patronat de l'Hospital de la Santa Creu i Sant Pau el 1982.
Josep Riba, mitjançant Antoni Comas, va prestar anònimament ajut econòmic al Departament de Filologia Catalana perquè Gabriel Ferrater fes conferències i cursets de literatura catalana fins que va enllestir la carrera i llavors va exercir de professor al Departament.
El 1981 va ser guardonat amb la Creu de Sant Jordi.
Va morir a Barcelona el 21 de juny de 1998.

## Obres
- La Indústria tèxtil igualadina: història d'un gremi  (1958)